# Генріх Гіммлер
Ге́нріх Луїтпольд Гі́ммлер (нім. Heinrich Luitpold Himmler; 7 жовтня 1900, Мюнхен — 23 травня 1945) — німецький військовий та політичний діяч часів Третього Рейху, Райхсфюрер-СС, один з головних осіб націонал-соціалістичної партії, один з найголовніших та найвпливовіших лідерів нацистської Німеччини, сподвижник Адольфа Гітлера. Воєнний злочинець, один з організаторів Голокосту. Організував айнзацгрупи — ескадрони смерті, які здійснювали масові вбивства цивільних осіб на окупованих територіях. Будучи відповідальним за функціонування концтаборів, Гіммлер віддав накази про знищення близько 6 мільйонів євреїв, від 200 до 500 тисяч ромів і мільйонів інших в'язнів. Більшість знищених людей були громадянами Польщі та СРСР. Остаточна кількість жертв дорівнює від 11 до 14 мільйонів осіб.

## Дитинство і юність

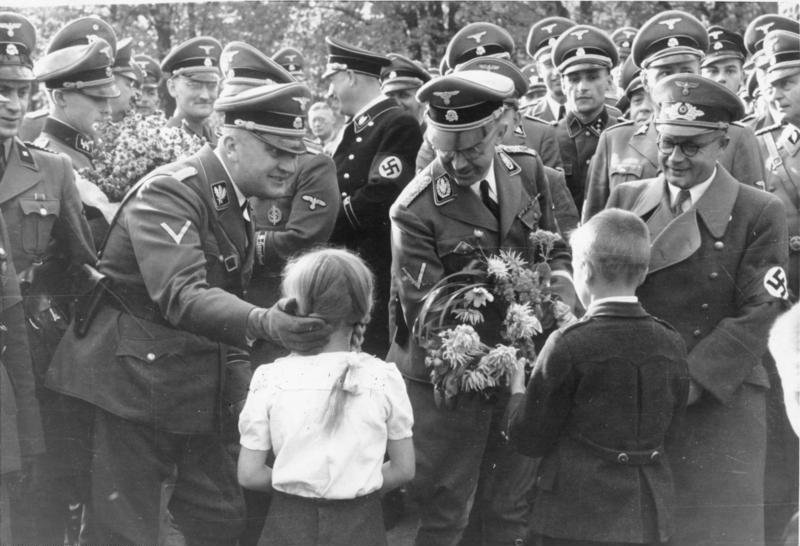
Генріх (Гайнріх) Гіммлер серед лідерів Третього Райху

Народився 7 жовтня 1900 року в Мюнхені у сім'ї баварського вчителя, таємного радника по відомству освіти Ґебгарда Гіммлера. Крім нього в родині було ще двоє братів: старший Ґебгард і молодший Ернст. Згідно з сімейною легендою, брати Г. Гіммлера були технократами, далекими від політики, однак у 2005 році його внучата племінниця Катрін Гіммлер випустила книгу про нього і його братів із жорсткою критикою нацизму, де показала, що це далеко не так.
Своє ім'я отримав на честь покровителя сім'ї Віттельсбахського принца Генріха (Гайнріха), шкільним учителем якого був Гіммлер-старший. Принц погодився стати хрещеним батьком і опікуном свого тезки.

Маючи такого знатного покровителя, Гіммлер із дитинства мріяв про те, що стане полководцем непереможної армії. Спочатку він хотів вступити на службу у військово-морський флот, але його не взяли через короткозорість. Тоді він вирішив служити у сухопутних військах. Щоб Гіммлер зміг піти на службу, його батько звернувся по допомогу до своїх високопоставлених покровителів. Незабаром було отримано позитивну відповідь Управління двору: 
 Банкірський дім «І. Н. Оберндерфер», Сальваторштрассе, 18, уповноважений перерахувати вам 1000 райхсмарок з 5%-воєнної позики. Прийміть цю суму як дар вашому синові Гайнріху від його хрещеного батька — що раптово пішов від нас його королівської високості принца Гайнріха. 
Наприкінці 1917 року Гіммлер був зарахований в 11-й піхотний полк «Фон дер Танн». Після піврічної початкової підготовки в Реґенсбурґу проходив навчання у школі підпрапорщиків у Фрайзінґу (з 15 червня до 15 вересня), потім, з 15 вересня до 1 жовтня — на кулеметних курсах в Байройтi, а через два місяці демобілізувався. Попри те, що Гіммлер не зміг узяти участь у бойових діях, згодом він розповідав про свої «фронтові подвиги».

## Кар'єра

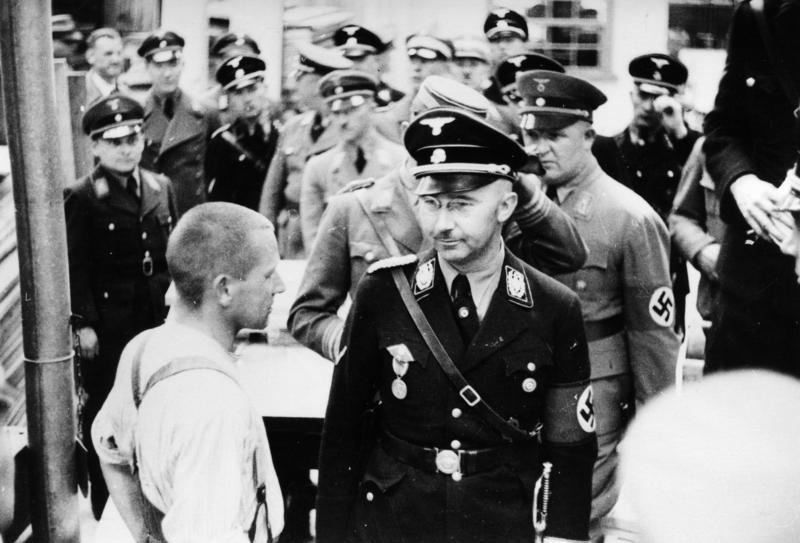
Гіммлер поруч з ув'язненим, відвідуючи концтабір Дахау у 1936 році.

Збирався стати професійним офіцером, але після закінчення військового училища на фронт не потрапив, адже на той час 1-а світова війна вже скінчилася. Гіммлер вступив до одного з найчисельніших підрозділів «Корпусу добровольців». Потім учився на сільськогосподарському факультеті Мюнхенського технічного інституту, де зблизився з націоналістично налаштованими ветеранами 1-ї світової війни. Під час «Пивного путчу» 1923 року Гіммлер був прапороносцем, ніс т. зв. «бойовий стяг рейху». Деякий час він був секретарем Ґреґора Штрассера — лідера соціалістичного крила нацистської партії. У серпні 1925 року Гіммлер вступив у відновлену Гітлером НСДАП і був призначений ґауляйтером Баварії. У 1928 року Гіммлер одружився зі старшою за нього на сім років дочкою прусського землевласника Марґарет Боден.
6 січня 1929 року за розпорядженням Гітлера Гіммлер став райхсфюрером СС. Створюючи свій «чорний орден», він намагався зробити його продовжувачем середньовічних традицій лицарства, надавши йому відповідних атрибутів: срібні персні з зображенням черепа, почесні мечі, рунічну символіку і т. д. Розробив містичний ритуал вступу до СС, присвоєння чергових звань і навіть рекомендації членам СС одружуватися зі «зразковими» жінками. Згідно з інструкцією, вони повинні були мати «нордичні» риси обличчя, добре знати історію, володіти іноземними мовами, уміти їздити верхи, плавати, керувати автомобілем, стріляти з пістолета. Крім того, вони зобов'язані були зразково вести домашнє господарство, уміти готувати. Після відповідного іспиту кандидатка у дружини члена СС отримувала диплом. Гіммлер уважав, що керівні кадри НСДАП і СС повинні мати можливість покинути своїх дружин і обрати нових згідно зі згаданим еталоном.
Після того як Гіммлер таємно завів собі коханку (нею стала його приватна секретарка Хедвіг Потгаст) та дітей з нею, він спробував легалізувати двоєженство для членів СС за мотивом, що молода еліта військ СС однією з перших гине в боях, не залишаючи нащадків. Гіммлер говорив: «Якщо та гарна кров, яка лежить в основі нашого народу, не примножуватиметься, то ми не зможемо встановити панування над світом… Народ, який має у середньому по чотири сина у сім'ї, може зважитися на війну, адже якщо двоє загинуть, то двоє продовжать свій рід. Натомість керівники, які мають одного або двох синів, при прийнятті будь-якого рішення вагатимуться. На це ми не можемо піти». Але ініціатива Гіммлера з двоєженством суперечила основам германської сімейної етики нацизму, стріла спротив верхівки нацистської партії і він був змушений з соромом скасувати свій наказ.
З 1931 року Гіммлер займався створенням власної секретної служби — СД, на чолі якої він поставив Райнгарда Гайдріха. У 1933 році Гіммлер був призначений керівником поліції Мюнхена. За наказом Гітлера він створив перший концентраційний табір у Дахау. 20 квітня 1934 Ґерінґ призначив Гіммлера шефом прусського ґестапо. 17 червня 1936 Гітлер підписав декрет, яким Гіммлер призначався верховним керівником усіх служб німецької поліції — як воєнізованих, так і цивільних, котрі відтепер переходили під його контроль. Під орудою Гіммлера також створювалися війська СС.
4 жовтня 1943 року у місті Познань рейхсфюрер СС Генріх Гіммлер виголосив промову перед найвищими офіцерами СС, у якій, зокрема, звучали сентенції антислов'янського змісту та заклики до жорстокого ставлення щодо слов'янського населення окупованих територій. В ній, зокрема, зазначалось, що «слов'яни - це суміш народів з нижчих рас з вкрапленнями нордичної крові». Ця промова була введена як звинувачувальний документ 1919-PS під час засідань Нюрнберзького трибуналу та наступних судових процесів щодо злочинів, скоєних функціонерами Третього Райху. Автентичність її не раз підтверджували як підсудні, так і свідки під час судових дебатів на інших трибуналах, на яких розглядались злочини нацистських функціонерів. Початок повного тексту промови Гіммлера перед вищими офіцерами СС — на 110-й сторінці 29-го тому матеріалів Нюрнберзького процесу..
Із 1943 року Гіммлер замість Фріка стає імперським міністром внутрішніх справ, а після провалу Липневої змови 1944 року — командувачем Резервної армії. Починаючи з літа 1943 року, з огляду на очевидну близьку поразку Німеччини, Гіммлер через своїх довірених осіб почав здійснювати контакти з представниками західних спецслужб із метою укладання сепаратного миру.

## Втеча, арешт, смерть
28 квітня 1945 британська агенція Reuters повідомила про сепаратні переговори Гіммлера із союзною коаліцією за спиною у Гітлера. Гітлер у припадку люті виключив Гіммлера з партії НСДАП і зняв його з усіх державних постів.
Після невдалих перемовин з графом Бернадотом та безрезультатного звернення до союзників по антигітлерівській коаліції, Гіммлер вирішив не повертатися до бункеру Гітлера в Берліні і спробував дістатися до Фленсбургу, щоб там приєднатися до майбутнього «уряду» адмірала Дьоніца. Але Дьоніц не захотів мати поряд з собою таку одіозну фігуру як Гіммлер, а його уряд зрештою так і не було створено. Після цього Гіммлера бачили в управлінні поліції Любека, а далі він зникає.
Згодом стало відомо, що він переховувався в одному з родових замків Шлезвіг-Гольштайну. Але внаслідок наближення англійських військ, він змінює зовнішність, збриває свої знамениті вуса і накладає на око чорний пластир, вдаючи себе за напівсліпого; переодягнувся у цивільний одяг, та мав при собі посвідчення страченого в гестапо та зовні схожого на Гіммлера фельдфебеля Гайнріха Хітцігера. Протягом двох тижнів інкогніто він просувався з півночі Німеччини на південь. Гіммлера супроводжували два його ад'ютанти — оберштурмбанфюрер СС Вернер Гротманн та штурмбанфюрер СС Гайнц Махер, а також особистий охоронець штурмбанфюрер СС Йозеф Кірмаєр.
О 19 годині 21 травня 1945 року на мосту Бервеверде біля Люнебурга троє підозрілих німців були затримані спільним британсько-радянським військовим патрулем та переправлені у табір для військовополонених № 031. Протягом двох днів їх ніхто не турбував, поки хтось з німецьких полонених не упізнав в арештованому Гіммлера.
На первинному допиті Гіммлер зізнався та зажадав на зустріч з офіцерами англійських служб безпеки. Майор британської спецслужби мав розшукову картку на Гіммлера, де були зазначені його біографічні дані, особливі прикмети та навіть номери партійного квитка та посвідчення члена СС. Усі дані цілком збігалися зі свідченнями затриманого.
Колишній райхсфюрер був переправлений до управління контррозвідки 2-ї британської армії, де був підданий новому допиту. Під час детального медичного огляду в присутності полковника управління британської військової розвідки Мерфі лікар-стоматолог попрохав Гіммлера відкрити рота. Тоді той розчавив затиснуту в зубах ампулу з ціанистим калієм,  і це спричинило його миттєву смерть.
Труп Гіммлера кремовано, а попіл розвіяно в лісі поблизу Люнебурга.

## Приватне життя

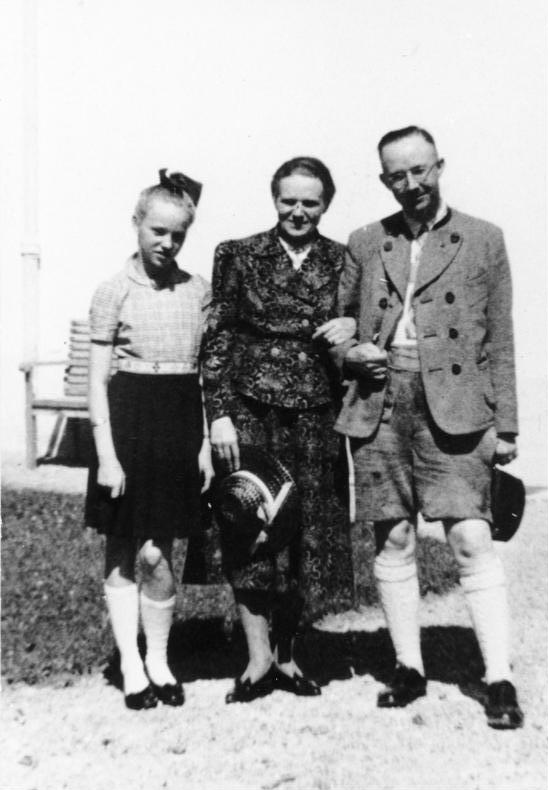
Гіммлер з дружиною і дочкою Гудрун.

Не мав ніяких стосунків та досвіду з жінками, поки не одружився у 1928 році з Маргаретою Боден, якій було вже 35 і яка була на 7 років старша за нього. Після народження дочки (1929) стосунки подружжя лишалися холодними. Гіммлер мало бував вдома та мало бачився з дружиною і, як відомо з її щоденника, «весь віддавав себе роботі».
- дочка Гудрун — єдина дитина. В 1933 році сімейна пара усиновила хлопчика — сина загиблого товариша по партії
- коханка Хедвіг Поттгаст (Hedwig Potthast, 1912 нар.) — була приватною секретаркою Гіммлера. На 12 років молодша за Гіммлера і на 19 років молодша за його дружину, приваблива блондинка. Закохалася в Гіммлера й народила від нього двох дітей. Гіммлер таємно перевіз її на партійну віллу й регулярно відвідував. У 1945 році після звістки про самогубство Гіммлера Хедвіг Поттгаст була затримана розвідкою США й піддана багатоденним допитам. У 1950-х роках вона одружилася і змінила прізвище.
- син — Хельге (1942), дочка — Нанетте-Доротея (1944). Після війни вони змінили прізвища й мешкають десь на півночі Німеччини.

## Нагороди
- Німецька пам'ятна медаль учасника війни на чорно-біло-червоній стрічці (20 грудня 1920)
- Пам'ятна медаль 1914/18 союзу Кифгойзера (18 березня 1922)
- Почесний хрест ветерана війни (1934)
- Медаль «У пам'ять 13 березня 1938 року»
- Медаль «У пам'ять 1 жовтня 1938 року»
- Медаль «У пам'ять 22 березня 1939 року» (20 березня 1939)
- Комбінований знак Пілот-Спостерігач в золоті з діамантами (1942)
- Медаль «За будівництво оборонних укріплень»
- Німецька імперська відзнака за спортивну підготовку (DRL) у сріблі
- Спортивний знак СА в бронзі (1936)
- Німецький Олімпійський знак 1-го класу — за забезпечення безпеки під час проведення Олімпійських ігор 1936 року.
- Почесний знак «За турботу про німецький народ»
- Почесний знак протиповітряної оборони 1-го ступеня

### Іноземні нагороди
- Почесний кинджал фашистської міліції (Італія) (1937)
- Савойський військовий орден, великий хрест (Італія) (1937)
- Кавалер Великого хреста Ордена Корони Італії (1937)
- Кавалер Великого хреста Ордена Святих Маврикія та Лазаря (Італія) (1938)
- Імперський орден Ярма та Стріл, великий хрест (Іспанія) (1939)
- Орден Корони (Югославія) 1-го ступеня (1939)
- Орден Священного скарбу 1-го ступеня (1941)
- Великий хрест Ордена Хреста Свободи (Фінляндія) (30 липня 1942)
- Великий хрест Ордена Білої троянди Фінляндії (1942)
- Орден князя Прібіни (Словаччина) (березень 1943)
- Кавалер Великого хреста ордена Корони короля Звоніміра з дубовим листям (Хорватія) (1943)

### Партійні нагороди
- Знак учасника імперського партійного з'їду 1927 року
- Почесний партійний знак «Нюрнберг 1929»
- Знак учасника зльоту СА в Брауншвейзі 1931
- Орден крові (№ 3; 11 червня 1934)
- Медаль «За вислугу років в НСДАП» у бронзі, сріблі та золоті (25 років)
- Золотий партійний знак НСДАП
- Знак гау
- Золотий почесний знак Гітлер'югенду з дубовим листям

### Відзнаки СС
- Медаль «За вислугу років у СС» 2-го класу (1938)
- Цивільний знак СС (№ 2)
- Йольський свічник (1935)
- Почесний кут старих бійців (1934)
- Перстень «Мертва голова» (1935)
- Почесна шпага рейхсфюрера СС (1935)
- Почесний кинджал СС (1935)

## Фільмографія
- Док. фільм: Таємниці Третього Рейху — Geheimnisse des Dritten Reichs. Реж. F.Scherer, R.Schlosshan, ZDF (Центр. нім. телебачення), 42:58 хв. дивитися на ZDF.de [Архівовано 23 лютого 2014 у Wayback Machine.], дивитися на YouTube [Архівовано 30 червня 2014 у Wayback Machine.]. опис(нім.)

### Інтернет
- How many Jews were murdered in the Holocaust? How do we know? Do we have their names?. Yad Vashem. Архів оригіналу за 19 травня 2008. Процитовано 1 липня 2012.
- Introduction to the Holocaust. ushmm.org. United States Holocaust Memorial Museum. Архів оригіналу за 30 червня 2012. Процитовано 1 липня 2012.
- The Treatment of Soviet POWs: Starvation, Disease, and Shootings, June 1941– January 1942. ushmm.org. United States Holocaust Memorial Museum. Архів оригіналу за 24 липня 2018. Процитовано 9 червня 2012.
- Himmler, Heinrich (6 жовтня 1943). Heinrich Himmler's Speech at Poznan (Posen). Holocaust History Project. Архів оригіналу за 7 травня 2012. Процитовано 5 червня 2012.
- Himmler, Heinrich (6 жовтня 1943). The Complete Text of the Poznan Speech. Holocaust History Project. Архів оригіналу за 12 лютого 2012. Процитовано 5 червня 2012.
- Lisciotto, Carmelo (2007). SS & Other Nazi Leaders. Holocaust Research Project. Архів оригіналу за 13 травня 2012. Процитовано 20 червня 2012.
- Longerich, Heinz Peter (2003). Hitler's Role in the Persecution of the Jews by the Nazi Regime. Atlanta: Emory University. Архів оригіналу за 22 липня 2012. Процитовано 31 липня 2013. {{cite journal}}: Проігноровано |chapter= (довідка)
- Longerich, Heinz Peter (2003). Hitler's Role in the Persecution of the Jews by the Nazi Regime. Atlanta: Emory University. Архів оригіналу за 9 липня 2009. Процитовано 31 липня 2013. {{cite journal}}: Проігноровано |chapter= (довідка)
- van Roekel, Evertjan (2010). Nederlandse SS'ers en de Holocaust [Dutch SS and the Holocaust]. Historisch Nieuwsblad (Dutch) . Архів оригіналу за 21 червня 2019. Процитовано 28 серпня 2014.
- Sauer, Wolfgang. Heinrich Himmler. grolier.com. Архів оригіналу за 11 грудня 1997. Процитовано 21 червня 2012.
- Sereny, Gitta (November 1999). Stolen Children. Talk. Jewish Virtual Library. Архів оригіналу за 13 січня 2017. Процитовано 1 липня 2012.
- Staff (24 травня 1945). Heinrich Himmler Kills Himself in British Prison. Bend Bulletin. Архів оригіналу за 18 квітня 2020. Процитовано 17 березня 2014.
- Staff (2 грудня 2010). Shadowy Nazi support group still honours daughter of SS head. sify.com. Sify News. Архів оригіналу за 8 грудня 2010. Процитовано 1 липня 2012.
- Von Wiegrefe, Klaus (11 березня 2008). Das Dunkle im Menschen [The Darkness in Man]. Der Spiegel. Hamburg: SpiegelNet GmbH (45). Архів оригіналу за 25 вересня 2015. Процитовано 21 червня 2012.